# Nome das cores

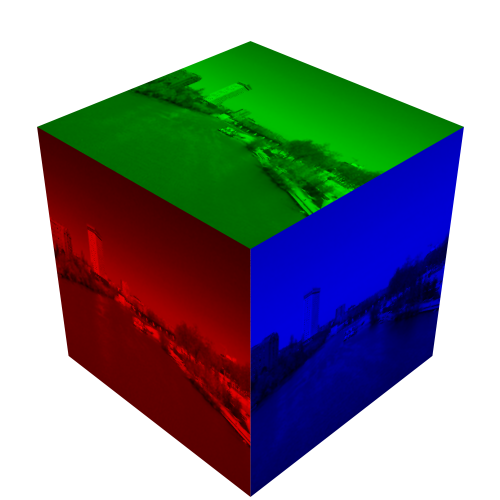
Cubo de cores RGB

O nome de uma cor é o rótulo linguístico que as pessoas dão às cores. Tal cor é determinada por uma cor física e/ou alguma outra característica física como reflexão ou iridescência. Algumas vezes dar nome às cores é limitado apenas à descrição de uma característica de uma cor física.
Dar nome às cores depende de cada língua especificamente. Pode haver um vasto e complexo sistema que represente a determinação de uma cor em uma dada língua.
Geralmente, dar nome a uma cor envolve um vocabulário e uma sintaxe gramatical.

## Nomeando a paleta
Como a paleta das cores é continua, nomear uma cor envolve quantização, frequentemente com um vocabulário que especifique a gradual transformação de uma cor na outra. Para exemplo, podemos falar sobre a chamada paleta das cores RGB, onde cada cor ganha um valor numérico para tonalidade, saturação e intensidade, a qual é suficiente para determinar qualquer cor, como definida pela Física e percebida pelos olhos humanos. Cada um desses valores pode mudar gradualmente.
No entanto a mudança gradual de tonalidades é descrita mais frequentemente de uma forma descontinua. Tomemos como exemplo as cores ‘’laranja’’, ‘’amarelo’’, ‘’amarelo-limão’’; graduações da saturação podem ser expressas como ‘’pálido’’, ‘’normal’’ e ‘’vivo’’, e a intensidade pode ser descrita por ‘’escuro’’, ‘’médio’’ e ‘’claro’’. Como essa forma de nomear pode gerar nomes extensos, atalhos como ‘’pastel’’, significando ‘’pálido claro’’, ou  nomes descritivos como ‘’oliva’’, significando ‘’verde-amarelado relativamente escuro’’, são também usados.
Nomear cores não se atem somente a  alguma característica física das cores, mas mistura varias delas. ‘’Prata’’ é uma característica da reflexão  que não modifica a tonalidade da cor, enquanto ‘’ouro’’ adiciona um tom amarelo característico. Essas espécies de reflexões recebem também nomes como ‘’metálico’’ ou ‘’alumínio’’, enquanto outros efeitos da reflexão, difração, e dispersão da luz podem receber nomes como ‘’fluorescente’’ ou ‘’opalino’’.
Características da superfície e da iluminação podem apresentar diferentes visualizações, provocando modificações na nomenclatura.
A nomenclatura de nomear a paleta de cores pode ser também hierárquica. A partir de ‘’amarelo’’ e ‘’vermelho’’, cores básicas, nomeamos o ‘’laranja’’, que é todo um conjunto de cores entre ambas, e podem portanto serem quantificadas entre ‘’amarelo’’ e ‘’vermelho’’.

## Regularidade
Berlin e Kay, em um estudo de 1969, demonstraram que existe uma regularidade substancial em nomear as cores nos diferentes  idiomas. Nesse estudo identificaram os termos básicos: ‘’preto’’, ‘’cinza’’, ‘’branco’’, ‘’rosa’’, ‘’vermelho’’, ‘’laranja’’, ‘’amarelo’’, ‘’verde’’, ‘’azul’’, ‘’roxo’’ e ‘’marrom’’. Hoje em dia considera-se que toda linguagem que tem termos para cores,  usa de dois a doze termos básicos. Todas as outras cores são consideradas variantes destes termos básicos para cores. Português e o inglês usam os onze nomes acima, russo e italiano distinguem, usando nomes diferentes entre ‘’azul’’ e ‘’azure’’, (um tipo de azul claro), tendo, portanto doze termos. Nos distinguimos o azul claro e escuro, mas não utilizamos nomes diferentes. Já para  ‘’vermelho claro’’ utilizamos ‘’rosa’’, outros idiomas podem não fazê-lo.
Enquanto a variação no número de termos básicos para cores entre as linguagens podem se dever a diferenças culturais, existe sem duvida um modelo do padrão como os nomes se incluem no idioma. Como se esperaria, uma linguagem com apenas dois termos nomeia o ‘’preto’’ e o ‘’branco’’. A próxima cor é o ‘’vermelho’’, normalmente seguida de ‘’verde ‘’ e ‘’azul’’. Berlin e Kay tiveram de reescrever seu trabalho para acomodar novos dados, mas muitos linguistas concordam que esse padrão existe. A hipótese de Sapir-Whorf, que se refere à sistemática relação entre as categorias gramaticais da linguagem que uma pessoa usa e como essa pessoa entende o mundo e se relaciona com ele,  parece  também corroborar essa ideia.

## Sistemas padronizados
Um sistema padronizado de nomear cores pode ser bastante complexo, porque os humanos percebem as cores e as nomeiam de um modo complexo. Um dos modos de reduzir essas discrepâncias pode ser catalogar o conjunto das cores em uma paleta e desenvolvendo um modelo que nomeie a cor pela posição na mesma. Alguns métodos de nomear mais conhecidos são os métodos Munsell, ISCC ou NBS, desvantajosos por não dar a exata graduação. Outros, como HSI ou HSV são mais precisos embora simplificados. Alguns sistemas comerciais como Pantone ou Crayolla, são muito usados em impressão ou tecelagem.

## Moda e marketing
Historicamente eram incomuns as variedades de tons que existem hoje em dia, após a invenção das anilinas, então as cores eram formuladas como receitas, e nomes de  tons característicos tinham origens em  topônimos ou coisas da natureza, como ‘’preto Nankin’’,  ‘’azul de Siena’’ ou ‘’sépia’’, normalmente identificando a origem de uma matéria prima rara e cara. Atualmente, quando conseguimos praticamente qualquer tom em segundos numa máquina automática, o nome de uma cor, na moda ou no comércio, explora muitas vezes conceitos subjetivos e emocionais, visando sua associação com impulsos variados. Essa associação visa apressar a decisão do comprador com a utilização de vocábulos onde um simples ‘’amarelo’’ se torna ‘’âmbar ao entardecer’’ ou ‘’caminho dourado’’. Muitos fabricantes de tinta ou produtos de consumo mantêm equipes pesquisando e registrando nomes assim.